# Telemos
Telemos, gr. Τήλεμος – postać w mitologii greckiej, prorok, syn Eurymosa. Ostrzegł on cyklopa Polifema, że straci wzrok przez człowieka imieniem Odyseusz.